# Calyptoproctus stigma
Calyptoproctus stigma är en insektsart som först beskrevs av Fabricius 1803.  Calyptoproctus stigma ingår i släktet Calyptoproctus och familjen lyktstritar. Inga underarter finns listade i Catalogue of Life.